# Wikipédia en latin
Wikipédia en latin (en latin : Vicipædia Latina) est l’édition de Wikipédia en latin, langue italique de la famille des langues indo-européennes, parlée à l'origine par les Latins dans le Latium de la Rome antique. L'édition est lancée en mai 2002. Son code est : la.
Au 21 mars 2025, l'édition en latin contient 139 972 articles et compte 190 335 contributeurs, dont 149 contributeurs actifs et 21 administrateurs.

## Présentation
La croissance de Wikipédia en latin a été, au commencement, plus lente que celle des Wikipédia dans les grandes langues comme les Wikipédia en anglais, en français, en espagnol ou en russe. Entre le premier article sur la Suède (Suecia) et le cinq-millième article, on compte quatre années. À partir de là sa croissance a été beaucoup plus rapide (plus de mille nouveaux articles sont ajoutés tous les mois) et la qualité s'améliore sensiblement. 

## Statistiques

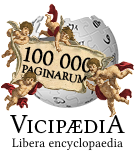
Au passage des 100000 articles.

- Fin 2013, la barre symbolique des 100 000 articles est franchie[2]. Un logo célébrant ce cap remplaça temporairement le logo habituel.
- Le 16 mars 2021, l'édition en latin atteint 135 000 articles[3] et le million d'articles vus par mois[4].
- Le 12 octobre 2022, elle contient 137 113 articles et compte 160 006 contributeurs, dont 159 contributeurs actifs et 21 administrateurs.
- Le 16 août 2024, elle contient 139 301 articles et compte 183 594 contributeurs, dont 149 contributeurs actifs et 17 administrateurs.